# Mesjid (Muara Tiga)
Mesjid is een bestuurslaag in het regentschap Pidie van de provincie Atjeh, Indonesië. Mesjid telt 1448 inwoners (volkstelling 2010).